# Метисація

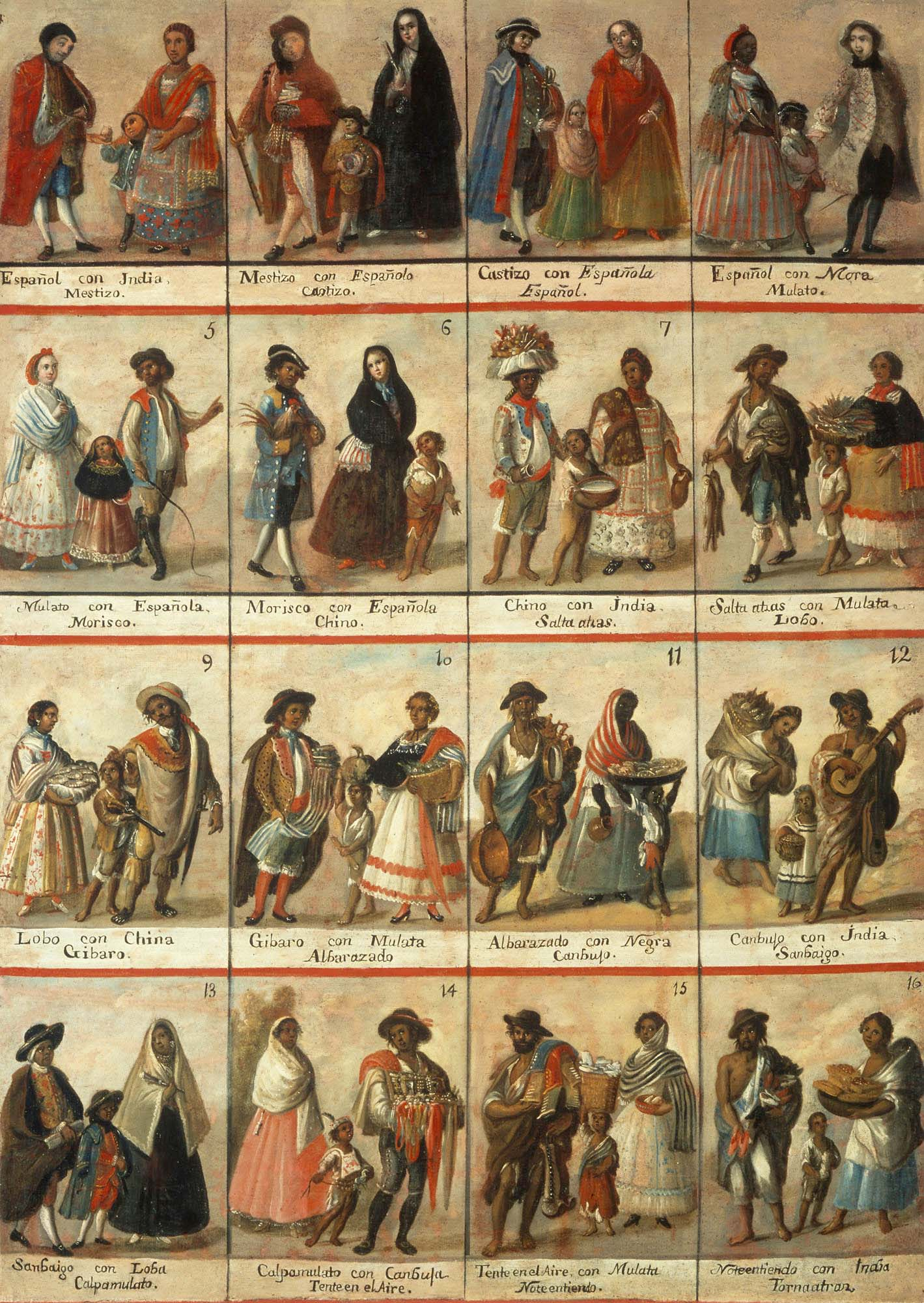
Las castas. Анонім, 18 століття, полотно й олія, 148x104 см, Мексика. Картина зображує різні комбінації рас в колоніальній Мексиці

Метисація (від лат. mixticius букв. змішання; також місгенація або міксгенація від міксус і генус, букв. «змішані гени, змішаний родовід») — фізичне змішання (статеві контакти з подальшою появою генетично змішаного потомства) різних популяцій людей, що належать як до близьких, так і до різних, особливо віддалених один від одного етносів і рас.
У ряді країн метисація викликає або викликала традиційно негативну реакцію на побутовому рівні (нацистська расова політика, «правило однієї краплі крові», апартеїд, сегрегація тощо). Для боротьби з метисацією протягом століть витрачалися адміністративні, політичні та соціальні ресурси багатьох країн (США, Британська імперія, Німеччина, ПАР, Нідерланди). Так, у США до 1967 року діяли антиметисаційні закони; в ПАР заборону на міжрасові шлюби було знято лише в 1985 році.

## Етимологія
Спочатку, в епоху Римської імперії, термін вживався по відношенню до тварин. В епоху Великих географічних відкриттів іспанці, португальці і французи позначали ним змішаних дітей від контактів європейців з місцевим автохтонним населенням. Метисація відбувається шляхом розширення кола шлюбних зв'язків популяції (див. Ендогамія). У більш вузькому сенсі — це змішання представників різних рас і антропологічних типів. Нащадки від міжрасових шлюбів називають метисами (хоча в країнах Латинської Америки це слово використовується виключно для позначення нащадків від змішання білих і індіанців). Вони поєднують ознаки обох типів або наближаються до одного з вихідних типів.

## Географічні варіації

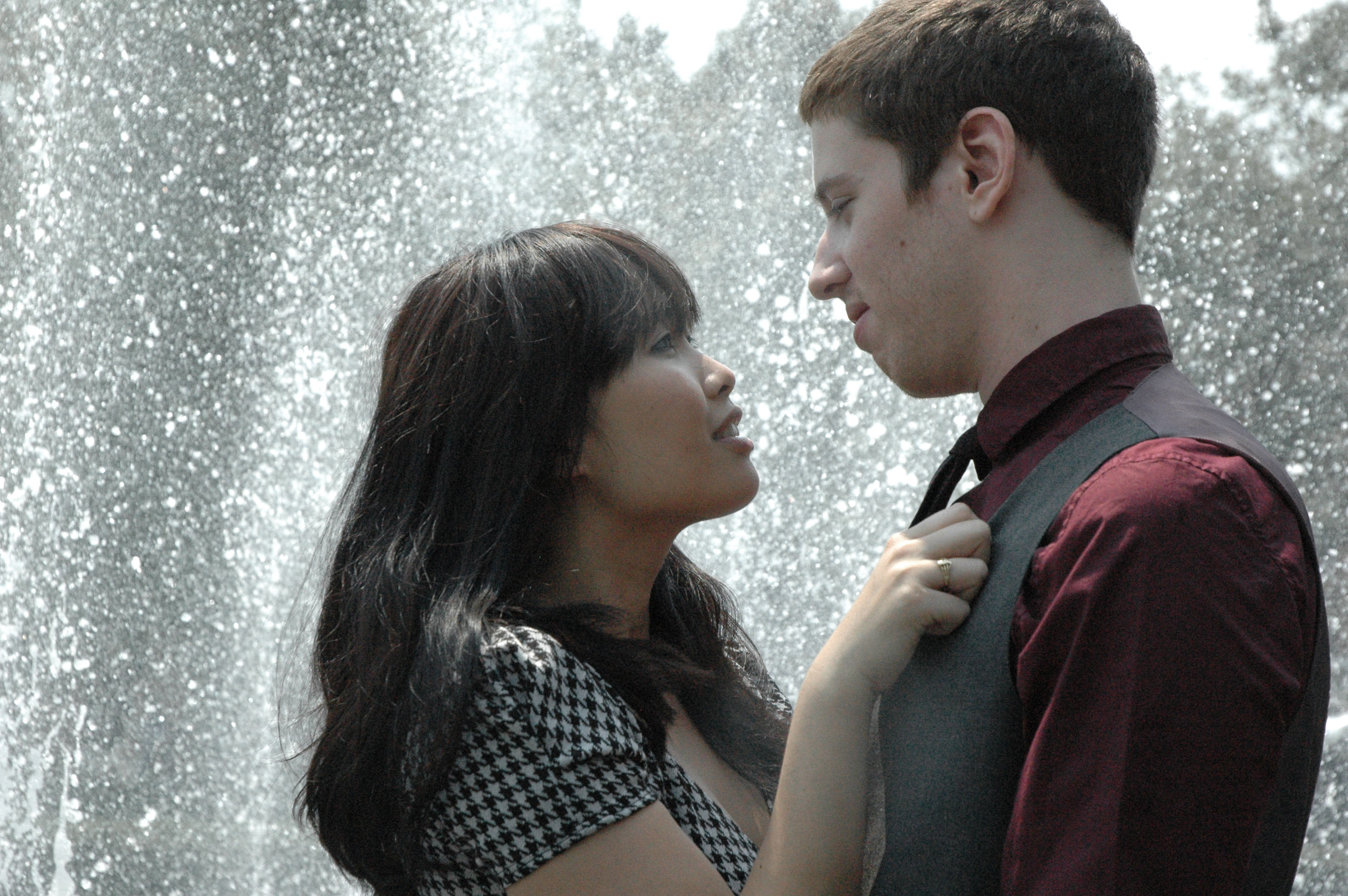
Нью Джерсі, 2008

Відомі різновиди змішаних типів, залежно від того, представники яких рас є предками: мулат, самбо, квартерон, квінтерон та ін. Дані терміни варіюють також залежно від мови, мовного простору, мовного варіанту: так, в португальській мові Бразилії метиси іменуються кабоклу; трирасові суміші — парду (букв. коричневі), самбо в Мексиці називаються лобо (букв. «вовки»).